# Gherghe Aranite Comnen
Gherghe Aranite (Arianite) Comnen, mare feudal albanez, stăpân pe întinse regiuni din sudul actualei Albania și din Epir. Potrivit cronicarului Laonic Chalcocondil, a fost implicat în luptele cu otomanii desfășurate în Peninsula Balcanică după 1435. Una din fiicele sale, Andronica, s-a căsătorit cu Gherghe Kastrioti Skanderbeg, cunoscutul luptător anti-otoman, în timp ce o alta, Anghelina, a devenit soția lui Ștefan Brancovici, despot în Serbia; a avut relații chiar și cu Iancu de Hunedoara, care i-a căutat alianța cu ocazia luptei de la Kosovopolije (1448) . După includerea definitivă a teritoriilor albaneze în Imperiul Otoman, mare parte din familia Araniti a fugit, retrăgându-se în teritoriile creștine libere. Unii s-au dus în Italia, o dată cu urmașii lui Skanderbeg, alții probabil au trecut Dunărea, ajungând și în țările române, în timp ce o altă parte a familiei a acceptat stăpânirea otomană. O teorie afirmă că Maria Despina ar fi și ea fiica lui Gherghe Aranite Comnen.